# Hemithyrsocera heralda
Hemithyrsocera heralda es una especie de cucaracha del género Hemithyrsocera, familia Ectobiidae.

## Distribución
Esta especie se encuentra en Nepal.